# Трећи кључ
Трећи кључ  је југословенски филм из 1983. године који је режирао Зоран Тадић по сценарију Павао Павличића.

## Радња
Млади брачни пар се после дугог чекања управо уселио у стан. Међутим, од самог почетка се дешавају чудне ствари. Око њих се крећу необични незнанци, а ноћу неко покушава да провали у стан али у тим провалама ништа није украдено.
Обузима их страх. Касније им неко у писму шаље приличну своту новца. Иако та свота може да их извуче из материјалних неприлика, нерадо га троше јер не знају његово порекло.
Сумњају да је новац веза за тајанственим провалама и да се од њих нешто очекује да учине али не знају шта. Млади пар доживљава необичне али страшне призоре, све док се њихова ситуација не разреши на неочекиван начин.

## Улоге
| Глумац             | Улога                          |
| ------------------ | ------------------------------ |
| Божидар Алић       | Звонко Крслак                  |
| Ведрана Међиморец  | Дуња Крслак                    |
| Фрањо Мајетић      | Стриц                          |
| Ђорђе Рапајић      | Јура                           |
| Иво Грегуревић     | Марко                          |
| Томислав Готовац   | Мултимедијални ћелавац         |
| Томислав Липљин    | Звонков шеф                    |
| Нина Ерак          | Брбљива сусеткиња              |
| Младен Црнобрња    | Службеник с кључевима од стана |
| Сабрија Бисер      | Полицијски службеник           |
| Радослав Шпицмилер | Контролор из пилане            |
| Тошо Јелић         | Сумњиви воајер                 |
| Драго Бахун        | Рецепционар                    |
| Нико Ковач         | Поштар                         |
| Лауренс Киру       | Црнопути сусед                 |
| Сами Сеферовић     | Помоћник контролора из пилане  |
| Срећко Јурдана     | Полицајац                      |
| Стијепка Кавурић   | Девојка на кућном прагу        |
| Сњежана Трибусон   | Комад црнопутог суседа         |
| Крсто Папић        | Фрајно                         |

## Награде
- Ниш 83' - Награда за дебитантску улогу Ведрани Међимурец[2][5]